# Barco de guardia
Un barco de guardia  es un barco de guerra estacionado en una bahía, puerto o río. En el pasado, la Royal Navy lo usaba como base de entrenamiento para los marineros y también formaba parte de la diplomacia de cañonero. Normalmente era el barco insignia del almirante al mando de la flota. Un guardabote es un buque que durante la noche vigila a la flota mientras está anclada.

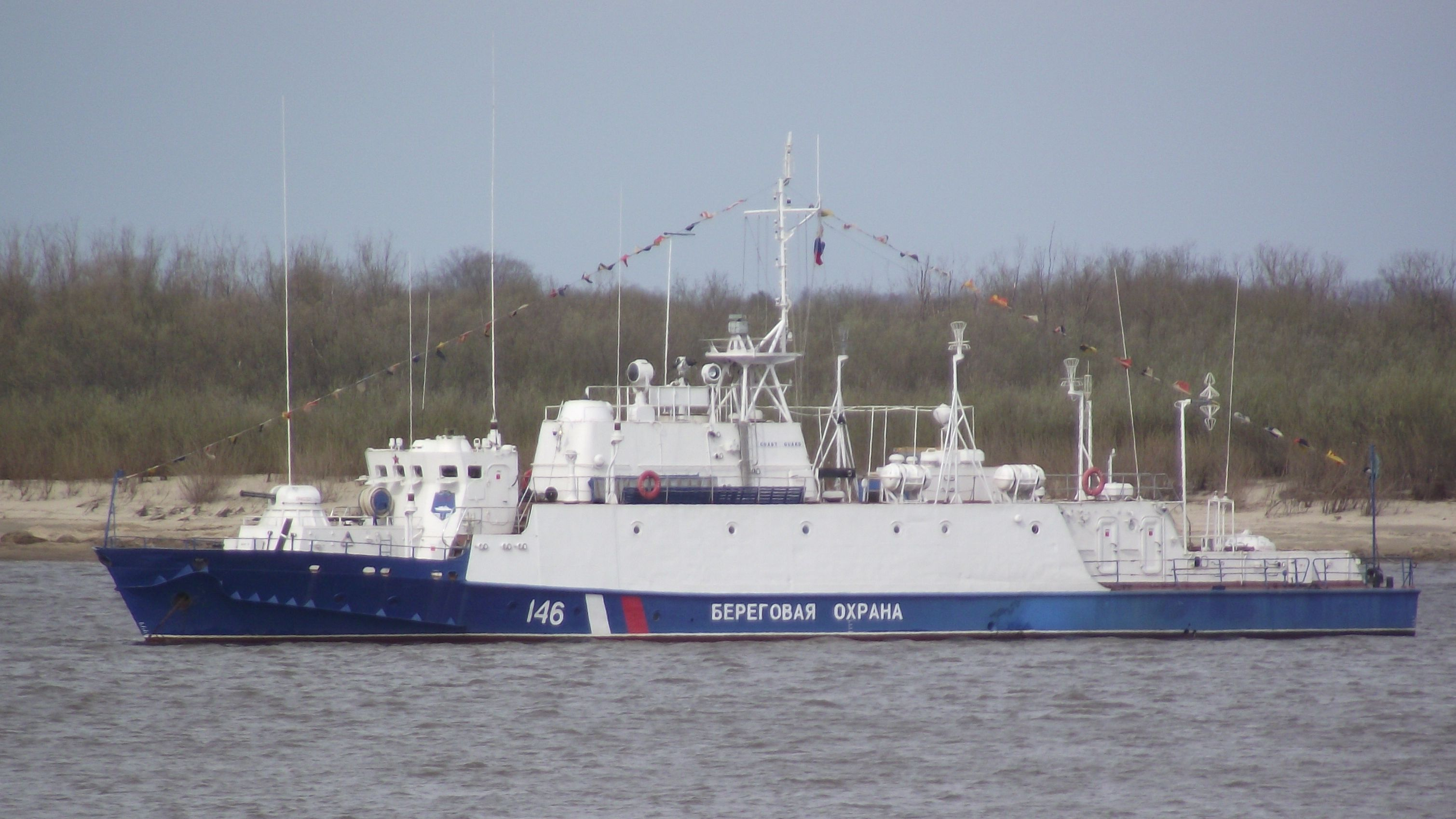
Un barco de guardia de la flotilla del río Amur.

En terminología de la Unión Soviética, un buque de guardia (en ruso: сторожевой корабль, storozhevoi korabl) es un barco pequeño de propósito general para patrulla o escolta. Rusia utilizó el mismo término hasta el año 2011, sustituyéndolo en su nueva clasificación por corbeta (корвет).